# Dieter Althaus
Dieter Althaus (født i Heilbad Heiligenstadt, Thüringen 29. juni 1958) er en tysk politiker (CDU). 
Althaus var lærer i fysik og matematik på den Polytekniske Fagskole i Geismar, Thüringen, mellem 1983 og 1989, hvor han blev viceinspektør i 1987. 
Siden 1985 har Althaus været medlem af CDU. I 2000 blev han formand for CDU i Thüringen. Siden 1990 var han et medlem af det thüringske parlament (Landtag). I 1992 blev han medlem af Bernhard Vogels kabinet da han blev thüringsk kultur- og undervisningsminister.
Den 5. juni 2003 blev han valgt som Thüringens ministerpræsident og efterfulgte Bernhard Vogel, som havde trukket sig tilbage grundet sin høje alder.
Den 1. januar 2009 meddeltes det, at Dieter Althaus var blevet alvorligt kvæstet i en skiulykke i Østrig, som også kostede en kvindelig skiløber livet. En redningshelikopter fløj Althaus til et sygehus i Pongau ved Salzburg.
Althaus trak sig tilbage efter landtagsvalget i efteråret 2009, da partiet havde mistet sit absolutte flertal i landdagen, og Christine Lieberknecht blev Thüringens nye og første kvindelige ministerpræsident. Nu er han manager og lobbyist hos Magna International.

## Fodnoter
1. ↑  "Toppolitiker kvæstet i skiulykke". jp.dk. 1. januar 2009. Hentet 5. februar 2011. (Webside ikke længere tilgængelig)
2. ↑  Florian Gathmann (29. januar 2010). "Althaus wird Autolobbyist" (tysk). Spiegel Online. Arkiveret fra originalen 4. februar 2011. Hentet 5. februar 2011.